# Batalla de Cameria
La batalla de Cameria tuvo lugar dieciséis años después de la fundación de Roma por el primer rey de Roma, Rómulo, entre el ejército romano dirigido por el mismo monarca y el pueblo de Cameria. Según la leyenda los romanos llevaron la mejor parte, ocuparon la ciudad y establecieron una nueva colonia.

## Historia
Los romanos, una vez fundada la ciudad en el Monte Palatino, comenzaron a crecer, hasta aparecer, de acuerdo con Tito Livio, "tan poderosos que podían competir militarmente con cualquiera de los pueblos de alrededor". Una tras otra cayeron muchas de las ciudades cercanas que pertenecían al pueblo de los Ceninensi (su ciudad capital Caenina), los Antemnati, los Crustumini, los Sabinos y los habitantes de Fidenas.

### Casus belli
Antes de cesar la peste que había estallado en Roma la década anterior, los Camerii invadieron los territorios romanos, y saquearon la región, convencidos de que los romanos no podían defenderse de la terrible enfermedad que había afectado a una gran parte de la población.

### La batalla
Plutarco dice que Rómulo reaccionó rápidamente, emprendiendo una expedición contra los Camerii, y una vez derrotados en la batalla en la que mató a 6.000 hombres, ocupó su ciudad.

## Consecuencias
Rómulo no destruyó la ciudad, ni abatió sus cimientos, por el contrario hizo de Cameria una colonia romana, como había hecho con Fidenas, en la que se establecieron un gran número de colonos, más del doble de los que habitaban en Cameria y que sobrevivieron al Calendario romano. En el botín confiscado a los Camerii, estaba, entre otras cosas, una cuadriga de bronce, que consagró al templo de Hefesto en Roma (identificado con el Volcanal), haciéndose erigir una estatua en la que aparecía coronado por la Victoria. Pero ésta no fue la última guerra en la que luchó Rómulo. Si, de hecho, las poblaciones vecinas más débiles ofrecieron espontáneamente su sumisión a los romanos, no fue así con las más poderosas, que aunque temerosas y envidiosas, no pensaron en esperar los acontecimientos, y decidieron resistir al expansionismo romano. Es el caso de los habitantes de Veyes, que estaban al oeste del Tíber, y serían los últimos en ser derrotados, después de haber exigido a Rómulo, sin éxito, la devolución de Fidenas.